# XXVe gouvernement constitutionnel portugais
IIIe République portugaise
XXIVe constitutionnel 
Le XXVe gouvernement constitutionnel (en portugais : XXV Governo Constitucional) est le gouvernement de la République portugaise depuis le 5 juin 2025, sous la XVIIe législature de l'Assemblée de la République.
Il est dirigé par le libéral-conservateur Luís Montenegro et formé à la suite des élections législatives anticipées du 18 mai 2025.
Minoritaire à l'Assemblée de la République, il est constitué d'une coalition entre le Parti social-démocrate et le CDS – Parti populaire.
Il succède au XXIVe gouvernement constitutionnel, déjà composé du PSD et du CDS et chargé de la gestion des affaires courantes depuis sa démission le 11 mars 2025.

## Historique du mandat
Dirigé par le Premier ministre libéral sortant Luís Montenegro, ce gouvernement est constitué et soutenu par une coalition entre le Parti social-démocrate (PPD/PSD) et le CDS – Parti populaire (CDS–PP). Ensemble, ils disposent de 91 députés sur 230, soit 39,6 % des sièges de l'Assemblée de la République.
Il est formé à la suite des élections législatives du 18 mai 2025.
Il succède ainsi au vingt-quatrième gouvernement constitutionnel, constitué et soutenu dans des conditions identiques.

### Contexte
Le 11 mars, le Premier ministre perd un vote de confiance qu'il avait convoqué en raison d'accusations de conflits d'intérêts, ce qui le conduit à remettre sa démission au président de la République Marcelo Rebelo de Sousa. Le président de la République, qui avait précédemment annoncé son intention de dissoudre l'Assemblée en cas de défaite du gouvernement, consulte les partis politiques et le Conseil d'État, puis annonce le 13 mars qu'il convoque des élections anticipées le 18 mai.
Le scrutin voit de nouveau la victoire des partis de centre droit coalisés, qui renforcent leur majorité relative. Les résultats sont marqués par la percée du parti d'extrême droite Chega, qui gagnent huit points de pourcentage, faisant jeu égal avec le Parti socialiste (PS), qui enregistre un fort recul. À l'issue du décompte des voix des expatriés, Chega devient même la deuxième force politique avec 60 députés contre 58 pour le PS.

### Formation
Le 29 mai, le président de la République charge officiellement Luís Montenegro de former le XXVe gouvernement constitutionnel, après avoir consulté les dirigeants des trois principales forces parlementaires et avoir reçu l'assurance de Chega et du Parti socialiste de leur intention de laisser s'installer le nouvel exécutif.
Le Premier ministre désigné présente le 4 juin sa liste de 16 ministres au chef de l'État. Les ministres des Affaires parlementaires Pedro Duarte, de l'Administration interne Margarida Blasco, de l'Économie Pedro Reis et de la Culture Dalila Rodrigues sont remerciés. Le ministre de la Cohésion territoriale Manuel Castro Almeida reçoit les compétences en matière d'affaires économiques tandis que la ministre de la Jeunesse Margarida Balseiro Lopes prend la tête d'un portefeuille élargi aux questions culturelles et sportives. Un nouveau poste de ministre de la Réforme de l'État est institué au profit de Gonçalo Matias. L'ancienne Provedor de Justiça Maria Lúcia Amaral (pt) prend la direction du ministère de l'Administration interne et Carlos Abreu Amorim, secrétaire d'État adjoint aux Affaires parlementaires, est placé au poste de ministre des Affaires parlementaires.
L'exécutif est assermenté par le président de la République et entre en fonction le 5 juin au palais national d'Ajuda. Comme annoncé dès le 20 mai, alors que le gouvernement n'était pas encore formé, le Parti communiste dépose le 16 juin une motion de rejet du programme du gouvernement à l'Assemblée de la République. La motion est rejetée deux jours plus tard, à l'issue du débat de politique générale, ce qui entraîne l'approbation du programme de l'exécutif.

## Composition
- Par rapport au XXIVe gouvernement constitutionnel, les nouveaux ministres sont indiqués en gras, ceux ayant changé d'attribution le sont en italique.

| Poste                                                           | Titulaire | Titulaire                               | Titulaire                      | Parti       |
| --------------------------------------------------------------- | --------- | --------------------------------------- | ------------------------------ | ----------- |
| Premier ministre                                                |           | Luís Montenegro en 2025.                | Luís Montenegro                | PPD/PSD     |
| Ministre d'État Ministre des Affaires étrangères                |           | Paulo Rangel en 2024.                   | Paulo Rangel                   | PPD/PSD     |
| Ministre d'État Ministre des Finances                           |           | Joaquim Miranda Sarmento en 2023.       | Joaquim Miranda Sarmento       | PPD/PSD     |
| Ministre de la Présidence                                       |           | António Leitão Amaro en 2024.           | António Leitão Amaro           | PPD/PSD     |
| Ministre de l'Économie et de la Cohésion territoriale           |           |                                         | Manuel Castro Almeida          | PPD/PSD     |
| Ministre adjoint et de la Réforme de l'État                     |           |                                         | Gonçalo Saraiva Matias         | Indépendant |
| Ministre des Affaires parlementaires                            |           | Carlos Abreu Amorim en 2011.            | Carlos Abreu Amorim            | PPD/PSD     |
| Ministre de la Défense nationale                                |           | Nuno Melo en 2022.                      | Nuno Melo                      | CDS-PP      |
| Ministre des Infrastructures et du Logement                     |           | Miguel Pinto Luz en 2019.               | Miguel Pinto Luz               | PPD/PSD     |
| Ministre de la Justice                                          |           | Rita Júdice en 2024.                    | Rita Júdice                    | Indépendant |
| Ministre de l'Administration interne                            |           |                                         | Maria Lúcia Amaral             | Indépendant |
| Ministre de l'Éducation, de la Science et de l'Innovation       |           | Fernando Alexandre en 2024.             | Fernando Alexandre             | Indépendant |
| Ministre de la Santé                                            |           | Ana Paula Martins en 2023.              | Ana Paula Martins              | PPD/PSD     |
| Ministre du Travail, de la Solidarité et de la Sécurité sociale |           | Maria do Rosário Palma Ramalho en 2024. | Maria do Rosário Palma Ramalho | Indépendant |
| Ministre de l'Environnement et de l'Énergie                     |           | Graça Carvalho en 2019.                 | Graça Carvalho                 | PPD/PSD     |
| Ministre de la Culture, de la Jeunesse et des Sports            |           | Margarida Balseiro Lopes en 2024.       | Margarida Balseiro Lopes       | PPD/PSD     |
| Ministre de l'Agriculture et de la Mer                          |           | José Manuel Fernandes en 2024.          | José Manuel Fernandes          | PPD/PSD     |